# Scyphidiidae
Famille
Synonymes
- Corlissettidae.

Les Scyphidiidae sont une famille de Ciliés de la classe des Oligohymenophorea et de l'ordre des Peritrichida.

## Étymologie
Le nom de la famille vient du genre type Scyphidia, peut-être dérivé du grec ancien σκίφη / skífi, « petit ver », en référence à la forme de certaines espèces de ce cilié.

## Description
Les Scyphidiidae ont une taille, petite (< 80 µm) à moyenne (80 à 200 µm). Ils sont cylindriques à allongés, ou en forme de cloche. Leurs zooïdes sont solitaires, sans véritable tige, mais sessiles et adhérant directement aux substrats par une scopule, qui forme souvent un disque aplati, parfois étendu et souvent nettement distinct du reste du corps. Ils ont une « bande trochale » temporaire dans le télotroche (en), sauf pour le genre Ambiphrya, qui a une bande trochale ciliée en permanence. Leur région orale souvent rétractable et encerclant le pôle apical, est bordée d'une collerette plus ou moins proéminente ; la ciliature buccale est bien visible, s'enroulant dans le sens inverse des aiguilles d'une montre autour du bord du péristome proéminent. Leur macronoyau est allongé, parfois en forme de bande. Micronoyau et vacuole contractile sont présents. Leur cytoprocte n'a pas été observé.

## Galerie

Divers Scyphidia (d'après divers auteurs)
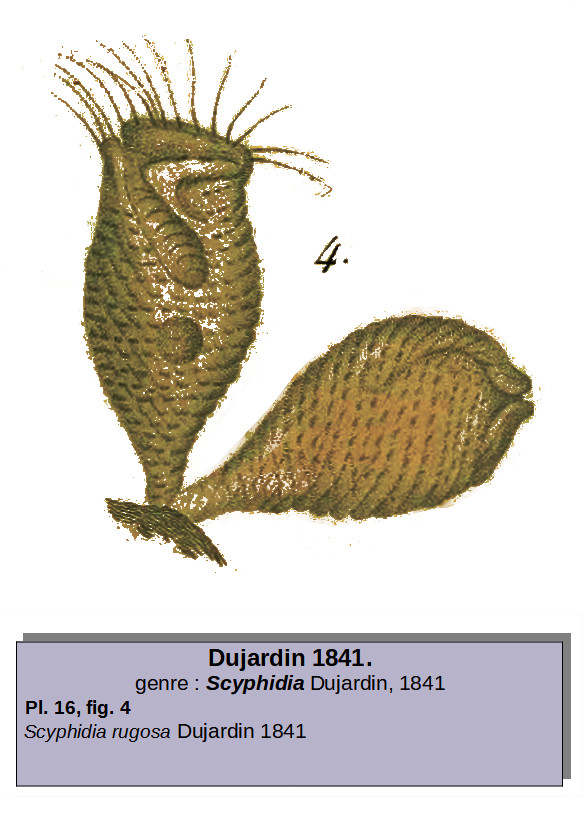
Scyphidia rugosa (Dujardin 1841)
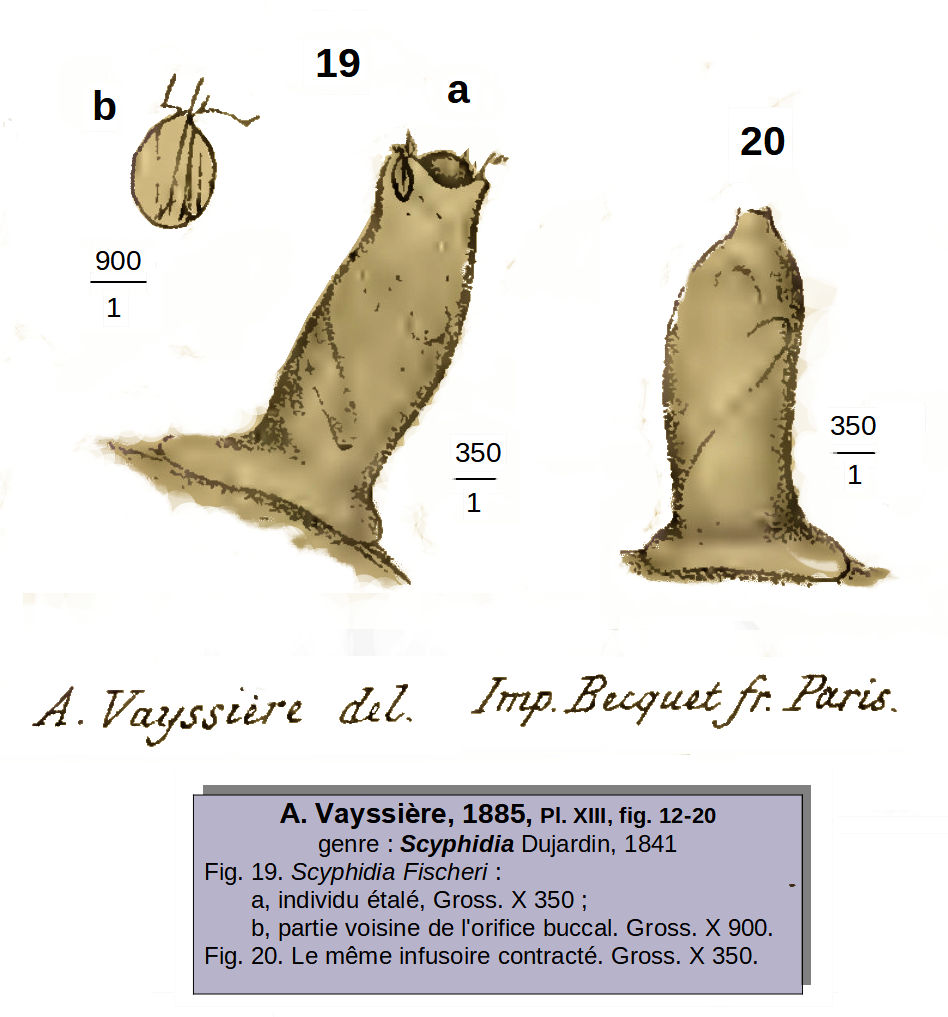
Scyphidia fischeri (Vayssière 1885)
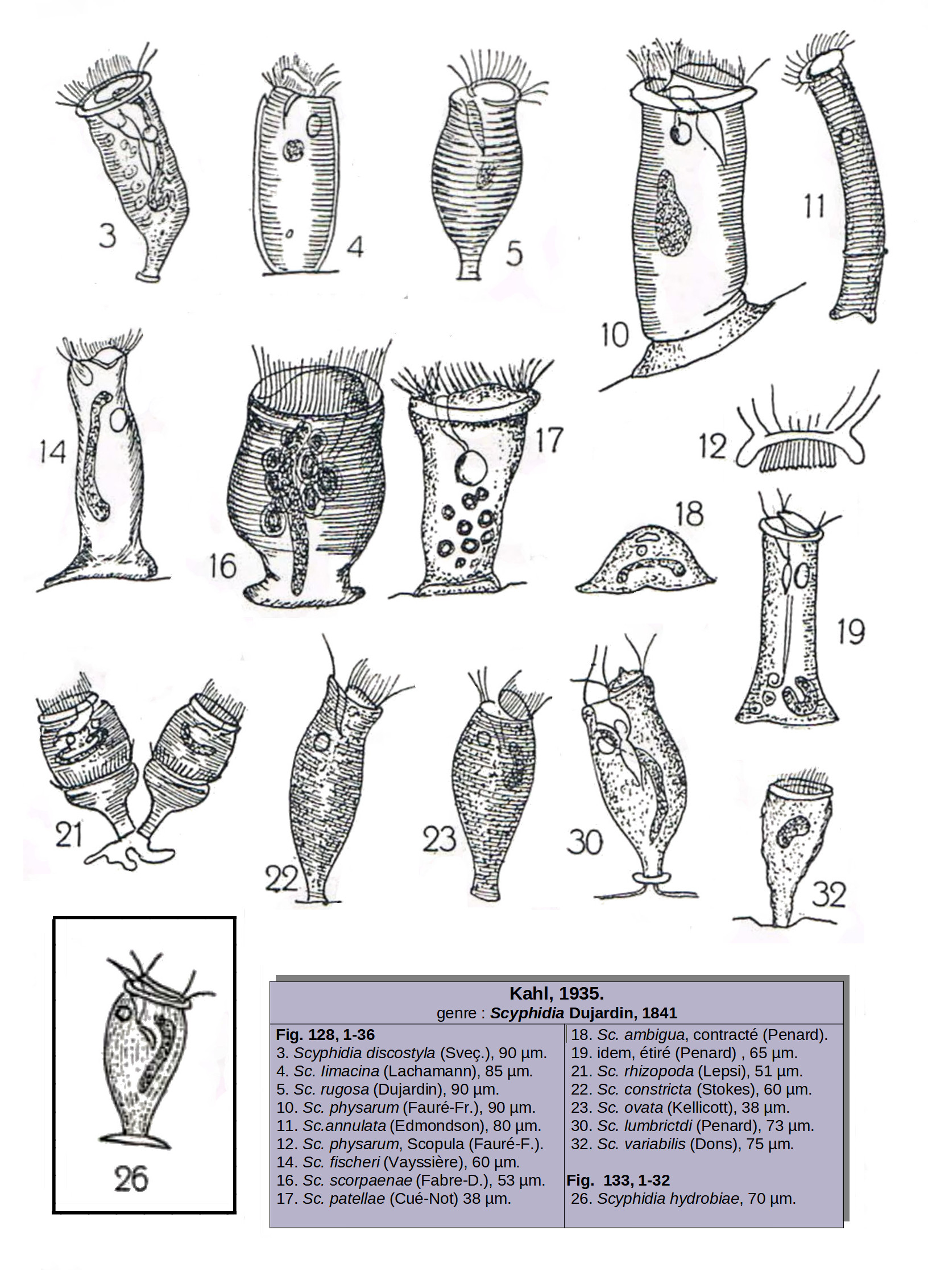
14 espèces de Scyphidia (Kahl 1935)

## Habitat et répartition
Les Scyphidiidae vivent en eau de mer comme en eau douce, généralement comme épibiontes sur des invertébrés (par exemple, sangsues, vers marins) et les branchies de poissons et des mollusques. Cependant, une espèce du genre Gonzeella est libre et planctonique, formant de grandes pseudocolonies gélatineuses.

## Liste des genres
Selon GBIF (19 janvier 2024) :
- Ambiphrya Raabe, 1952
- Mantoscyphidia Jankowski, 1980
- Paravorticella Kahl, 1933
- Scyphidia Dujardin, 1841 genre type

Selon Lynn (2010) :
- Ambiphrya Raabe, 1952
- Corlissetta Jankowski, 1986
- Mantoscyphidia Jankowski, 1980
- Myoscyphidia Jank
- Paravorticella Kahl, 1933
- Riboscyphidia Jankowski, 1980
- Scopulata Viljoen & Van As, 1985
  - Genre synonyme : Apiosoma’’
- Scyphidia Dujardin, 1841
- Speleoscyphidia Jankowski, 1980
- Gonzeella Kufferath, 1953 Incertae sedis dans la famille des Scyphidiidae

## Systématique
Le nom valide de ce taxon est Scyphidiidae Kahl, 1933.